# 山路こいし
山路 こいし（やまじ こいし）は、日本のライトノベル作家である。旧ペンネームに「こいし」がある。

## 概要
大阪府大阪市出身。幼少期にはピアノとヴァイオリンを習っていたため、現在でもクラシック音楽が好きだと話している。イギリスの作家J・R・R・トールキンの『指輪物語』に感銘を受けてから執筆活動を始めた。一度だけネット小説大賞に投稿したことがあるものの、そこでは落選した。2017年に第1回モーニングスター大賞で『椅子を作る人』が受賞を果たし、2017年7月に同作でデビューを果たした。

## 作品一覧
- 『椅子を作る人』（イラスト: 鈴木康士、2017年7月22日、モーニングスターブックス〈新紀元社〉、ISBN 978-4-7753-1516-3）[5]